# Meera Simhan
Meera Simhan (geb. vor 2000 in England) ist eine britische Schauspielerin indischer Abstammung, die vorwiegend in Fernsehserien agiert.

## Leben
Meera Simhan wurde in England geboren und ist in San Diego aufgewachsen. Im Alter von acht Jahren ging sie auf die Kodaikanal International School im südindischen Bergort Kodaikanal, bis sie später nach Südkalifornien zurückkam und dort die High School und das College im Orange County besuchte. Nach Abschluss ihres Studiums wechselte sie an die London Academy of Music and Dramatic Arts und arbeitete fünf Jahre an verschiedenen Theaterbühnen in Großbritannien, unter anderem spielte sie die Julia in Romeo und Julia am The Mercury Theatre in Colchester. Nach mehreren Hauptrollen an verschiedenen regionalen britischen Bühnen, darunter in zwei Uraufführungen, übernahm sie eine Rolle im Kinderprogramm The Lodge. Nach kurzer Zeit kam sie damit in die Hauptsendezeit.
Nach sechs Jahren in England kehrte Meera in die Vereinigten Staaten zurück und erhielt bald die Hauptrolle in Turbans, einem Kurzfilm für PBS.
Danach hatte sie vielfältige Gastauftritte und wiederkehrende Rollen in Invasion (2005), Cold Case – Kein Opfer ist je vergessen (2003), Crossing Jordan – Pathologin mit Profil (2001), Emergency Room – Die Notaufnahme (1994), Für alle Fälle Amy (1995–2005), Strong Medicine: Zwei Ärztinnen wie Feuer und Eis (2000), New York Cops – NYPD Blue (1993), The Guardian – Retter mit Herz (2001), Practice – Die Anwälte (1997), Anger Management (2013–2014) und The District – Einsatz in Washington (2000).
Während ihrer andauernden Präsenz in Fernsehserien arbeitete sie immer wieder auf der Theaterbühne, hat fünf Solostücke für das Theater geschrieben und an über einem Dutzend Bühnen in Los Angeles und New York City aufgeführt. Derzeit spielt sie die selbstgeschriebene einstündige Solo-Show Miss India America in Los Angeles, Chicago und New York.
Meera Simhan lebt mit ihrem Mann Ravi Kapoor und ihrem Sohn in Los Angeles.

## Filmografie (Auswahl)
- 2000: Turbans (Kurzfilm)
- 2001: Gideon’s Crossing (Fernsehserie, eine Folge)
- 2003: Emergency Room – Die Notaufnahme (ER, Fernsehserie, eine Folge)
- 2004: Crossing Jordan – Pathologin mit Profil (Crossing Jordan, Fernsehserie, eine Folge)
- 2006: Date Movie
- 2007: Dr. House (House M.D., Fernsehserie, 2 Folgen)
- 2008: Numbers – Die Logik des Verbrechens (Numb3rs, Fernsehserie, eine Folge)
- 2008: Iron Man
- 2009: The Mentalist (Fernsehserie, eine Folge)
- 2010: Raspberry Magic
- 2012: Touch (Fernsehserie, eine Folge)
- 2013–2014: Anger Management (Fernsehserie, 6 Folgen)